# Amyloporiella
Amyloporiella är ett släkte av svampar. Amyloporiella ingår i familjen Polyporaceae, ordningen Polyporales, klassen Agaricomycetes, divisionen basidiesvampar och riket svampar.